# Ololygon luizotavioi
Ololygon luizotavioi é uma espécie de anfíbio da família Hylidae. Endêmica do Brasil, onde pode ser encontrada na Serra do Espinhaço no estado de Minas Gerais.